# Anaheim Arsenal 2007-2008
La stagione 2007-08 degli Anaheim Arsenal fu la 2ª nella NBA D-League per la franchigia.
Gli Anaheim Arsenal arrivarono quarti nella Western Division con un record di 23-27, non qualificandosi per i play-off.

## Roster
| N° | Naz.                   | Ruolo | Sportivo          | Anno | Alt. | Peso |
| -- | ---------------------- | ----- | ----------------- | ---- | ---- | ---- |
|    | Stati Uniti (bandiera) | C     | Marcus Campbell   | 1982 | 213  | 127  |
|    | Stati Uniti (bandiera) | G     | Will Blalock      | 1983 | 183  | 93   |
|    | Stati Uniti (bandiera) | A     | Mo Charlo         | 1983 | 201  | 95   |
|    | Stati Uniti (bandiera) | A     | Terrence Crawford | 1982 | 198  | 104  |
|    | Nigeria (bandiera)     | A     | Ejike Ugboaja     | 1985 | 206  | 102  |
|    | Nigeria (bandiera)     | G     | Mike Efevberha    | 1984 | 196  | 88   |
|    | Stati Uniti (bandiera) | G     | Mike Gansey       | 1982 | 193  | 93   |
|    | Stati Uniti (bandiera) | G     | Derrick Dial      | 1975 | 193  | 86   |
|    | Stati Uniti (bandiera) | A     | Mario Boggan      | 1983 | 201  | 107  |
| 10 | Giappone (bandiera)    | G     | Yūta Tabuse       | 1980 | 175  | 75   |
| 11 | Stati Uniti (bandiera) | G     | Marquis Webb      | 1984 | 196  | 93   |
| 13 | Stati Uniti (bandiera) | G     | Davin White       | 1981 | 185  | 84   |
| 15 | Stati Uniti (bandiera) | A     | Jamaal Thomas     | 1980 | 203  | 86   |
| 21 | Stati Uniti (bandiera) | C     | Bryson McKenzie   | 1983 | 208  | 104  |
| 22 | Stati Uniti (bandiera) | A     | Lodrick Stewart   | 1985 | 193  | 95   |
| 23 | Stati Uniti (bandiera) | G     | Kedrick Brown     | 1981 | 201  | 101  |
| 24 | Polonia (bandiera)     | AC    | Marcin Gortat     | 1984 | 211  | 109  |
| 32 | Stati Uniti (bandiera) | A     | Ivan Johnson      | 1984 | 203  | 104  |
| 33 | Stati Uniti (bandiera) | A     | Steven Smith      | 1983 | 206  | 113  |
| 34 | Stati Uniti (bandiera) | A     | Noel Felix        | 1981 | 206  | 107  |
| 50 | Porto Rico (bandiera)  | G     | Guillermo Díaz    | 1985 | 188  | 88   |

## Staff tecnico
- Allenatore: Reggie Geary
- Vice-allenatore: Dean Murray
- Preparatore atletico: Courtney Watson